# Rakieb Khudabux
Rakieb Khudabux (9 januari 1953) is een Surinaams medicus en politicus. Hij was in twee kabinetten minister van Volksgezondheid (1991-1996; 2000-2005). Hij is als docent en bestuurder verbonden aan de universiteit en het Academisch Ziekenhuis Paramaribo.

## Biografie

### Arts en wetenschapper
Rakieb Khudabux voltooide in 1979 zijn studie geneeskunde aan de Universiteit van Suriname. Hierna werd hij gouvernementsarts in Nickerie. Daarnaast werd hij in de jaren 1980 docent anatomie aan de Universiteit van Suriname. In die tijd deed hij onderzoek op met name inheemse skeletresten uit de precolumbiaanse tijd die tijdens archeologische opgravingen waren gevonden. Via een medewerker van Natuurbeheer ontdekte hij 57 graven bij het strand van Matapica uit de periode van 1793 tot 1861, afkomstig van slaafgemaakten van de plantage Waterloo. Op basis van zijn onderzoek hierop promoveerde hij tot doctor in Leiden, Nederland, op een proefschrift over de gevolgen van de leefomstandigheden op de gezondheid van de slaafgemeenschap in Suriname. Tijdens zijn promotie in september 1991 was hij inmiddels minister.
Ook in de decennia erna wordt hij erbij betrokken wanneer bij bijvoorbeeld bouwwerkzaamheden skeletten worden gevonden. Deze worden overgebracht naar de universiteit en onderzocht en geclassificeerd. Khudabux had een belangrijke rol in de heropening van het Anatomisch-Embryologisch Museum in 2022. Hij voorkwam hier ook mee dat dat belangrijke preparaten verloren zouden gaan.

### Minister
Hij nam als lid van de Vooruitstrevende Hervormings Partij (VHP) op de lijst van Nieuw Front deel aan de verkiezingen van 1987. Toen blokgenoot Willy Soemita (KTPI) minister van SoZaVo werd, werd die opgevolgd door R.G. Setrowidjojo. Vervolgens volgde Khudabux Setrowidjojo op 20 december 1990 op als lid van De Nationale Assemblée.
Na de verkiezingen van 1991 trad Khudabux aan als minister van Volksgezondheid in het kabinet-Venetiaan I. Hij zat de gehele termijn uit van 16 september 1991 tot 14 september 1996. Met tussendoor het kabinet-Wijdenbosch II trad hij in 2000 opnieuw aan als minister van SoZaVo. Ook deze keer zat hij de gehele termijn uit van 4 augustus 2000 tot 4 augustus 2005.

### Bestuurder
Rond 2019 is hij president-commissaris van het Academisch Ziekenhuis Paramaribo. Op 30 oktober 2020 werd hij lid van het bestuur van de Anton de Kom Universiteit van Suriname. Rond deze tijd werd hij ook benoemd tot voorzitter van de presidentiële werkgroep Implementatie Industriële Hennepteelt. In oktober 2024 keurde de regering honderd kassen voor hennepteelt goed op basis van de advies van de werkgroep.
Op 15 november 2022 werd hij onderscheiden als Grootofficier in de Ereorde van de Gele Ster.